# 格林斯堡 (路易斯安那州)
格林斯堡（英語：Greensburg），是美国路易斯安那州下属的一座城市。根据2010年美国人口普查，该市有人口718人。建置上，属于“town”。
格林斯堡是路易斯安那州最古老的城镇之一。 有2所19世纪的建筑物（老地办事处和老教区监狱）被列入国家历史名胜古迹。